# Antoine de Rivarol
Pour les articles homonymes, voir Rivarol.
Antoine de Rivarol, ou simplement Rivarol, né Antoine Rivaroli le 26 juin 1753 à Bagnols-sur-Cèze et mort le 11 avril 1801 à Berlin, est un écrivain, journaliste, essayiste et pamphlétaire disciple de Voltaire. Il est connu pour avoir défendu des positions monarchistes pendant la Révolution française.

## Biographie

### Origines
Antoine Rivaroli était d’origine modeste. Son père tenait une auberge à Bagnols-sur-Cèze, à l’enseigne des Trois Pigeons avant de devenir commis des fermes. Il fit ses études au séminaire Sainte-Garde à Avignon, porta le petit collet, grâce à la bienveillance de Bonaventure Baüyn, évêque d'Uzès, et fut quelque temps précepteur à Lyon. Mais il ne tarda pas à renoncer à l’état ecclésiastique auquel sa famille le destinait pour choisir la carrière des lettres.
Il se faisait lui-même appeler « comte Antoine de Rivarol » et prétendait appartenir à une famille de la noblesse italienne. Certains affirment que son nom véritable était « Riverot ». En réalité, il était issu d’une famille piémontaise et son grand-père portait le nom de « Rivaroli », que son père francisa en « Rivarol » en s’installant en France. Il utilisa plusieurs autres pseudonymes : « auteur du Petit Dictionnaire », « comte de Barruel », « un citoyen actif ci-devant rien », « chevalier de Kermol », « R.V.R.L. » et « Salomon ».

### Carrière
En 1776, il se rendit à Paris et s’anoblit en se faisant appeler le chevalier de Parcieux:5 — sa grand-mère maternelle était en effet apparentée au mathématicien Antoine Deparcieux, dont la particule était d’ailleurs également usurpée — puis le comte de Rivarol. Il fut présenté à Voltaire et collabora au Mercure de France. Il fréquenta les salons, où son esprit brillant et polémiste faisait merveille. Cela lui attira très tôt de nombreux et virulents ennemis, dont le moindre ne fut pas le duc de Choiseul. Il vécut toujours séparé de sa femme d’origine anglaise, Louise Mather-Flint,. Très lié avec Grimod de La Reynière, il aurait, selon un pamphlet anonyme de l’époque, partagé, ainsi que le chevalier de Champcenetz, le goût pour les hommes, allant, la nuit venue, les solliciter dans l’allée d’Argenson au Palais-Royal. La Satyre universelle le dit « Ami précoce de l’antithèse et des travestissemens » et qu’« on l’accusa de trop bien instruire ses élèves:5 ». Imbert de Boudeaux affirme même dans son Recueil de lettres secrètes (1783), qu’il s’est prostitué, dans le jardin du Palais-Royal, à ses débuts à Paris. Delille, quant à lui, se vengea cruellement des critiques de Rivarol, en faisant attribuer par l’Académie française, dont il était, le prix de vertu à Mme Lespanier, qui avait « soigné » l’épouse de Rivarol. C'était insinuer on ne peut plus clairement à quel point celui-ci négligeait sa femme. Selon Arsène Houssaye en 1876, il aurait négligé sa femme pour vivre d’abord avec une certaine Manette, puis avec une noble dame, la princesse Olgorouska.
Sainte-Beuve écrit à son sujet, dans ses Causeries du lundi du 27 octobre 1851 :

« Une figure aimable, une tournure élégante, un port de tête assuré, soutenu d’une facilité rare d’élocution, d’une originalité fine et d’une urbanité piquante, lui valurent la faveur des salons […] Rivarol semblait ne mener qu’une vie frivole, et il était au fond sérieux et appliqué. Il se livrait à la société le jour et travaillait la nuit. Sa facilité de parole et d’improvisation ne l’empêchait pas de creuser solitairement sa pensée. Il étudiait les langues, il réfléchissait sur les principes et les instruments de nos connaissances, il visait à la gloire du style. Quand il se désignait sa place parmi les écrivains du jour, il portait son regard aux premiers rangs. Il avait de l’ambition sous un air de paresse. »

Ce n’est pas vraiment l’avis de Mademoiselle Mars qui rapporte l’anecdote suivante dans ses Mémoires (t. 1-2) :

« Beaumarchais disait le soir de la première du Mariage de Figaro, le 27 avril 1784, à ce même Rivarol :
— Plaignez-moi un peu, mon cher ! j’ai tant couru ce matin auprès des ministres, auprès de la police, que j’en ai les cuisses rompues !

— Quoi, déjà ! repartit Rivarol, toujours méchant. »
Il faisait évidemment allusion au supplice de la roue, infligé aux criminels, dont on rompait les membres. »

Chateaubriand dans ses Mémoires d'outre-tombe raconte sa seule entrevue avec Rivarol à Bruxelles, au cours de l'émigration : 

« Je fus invité à dîner avec mon frère chez le baron de Breteuil ; j’y rencontrai la baronne de Montmorency, alors jeune et belle, et qui meurt en ce moment ; des évêques martyrs, à soutane de moire et à croix d’or ; de jeunes magistrats transformés en colonels hongrois, et Rivarol que je n’ai vu que cette unique fois dans ma vie. On ne l’avait point nommé ; je fus frappé du langage d’un homme qui pérorait seul et se faisait écouter avec quelque droit comme un oracle. L’esprit de Rivarol nuisait à son talent, sa parole à sa plume. Il disait, à propos des révolutions : « Le premier coup porte sur le Dieu, le second ne frappe plus qu’un marbre insensible. » J’avais repris l’habit d’un mesquin sous-lieutenant-d’infanterie ; je devais partir en sortant du dîner et mon havresac était derrière la porte. J’étais encore bronzé par le soleil d’Amérique et l’air de la mer ; je portais les cheveux plats et noirs. Ma figure et mon silence gênaient Rivarol ; le baron de Breteuil, s’apercevant de sa curiosité inquiète, le satisfit : « D’où vient votre frère le chevalier ? » dit-il à mon frère. Je répondis : « De Niagara. » Rivarol s’écria : « De la cataracte ! » Je me tus. Il hasarda un commencement de question : « Monsieur va... ? — Où l’on se bat », interrompis-je. On se leva de table. »

### Mort
Espérant rentrer en France sous le Directoire, il fut près d’y parvenir après le coup d'État du 18 brumaire, mais il tomba malade et mourut en exil à Berlin, le 11 avril 1801, à l'âge de 47 ans. Il préparait un grand ouvrage intitulé : Théorie du corps politique, dont il n'est resté que le plan et quelques pensées disséminées dans l'ouvrage Pensées inédites de Rivarol. Il fut enterré dans le cimetière de Dorotheenstadt, où le site de sa tombe a été oublié.

## Ouvrages
Son premier ouvrage, Lettre du président de *** à M. le comte de *** (1782), était dirigé contre le poème des Jardins de l’abbé Delille, qui venait alors de paraître. Il détona dans le concert de louanges qui avait accueilli ce poème, et l’auteur se fit, à cette occasion, quelques ennemis.
Le 3 juin 1784, il remporte ex aequo avec Johann Christoph Schwab le prix de l'Académie des sciences de Berlin pour son Discours sur l’universalité de la langue française ; cette victoire lui vaut une grande célébrité. Frédéric II de Prusse fit de l’auteur un membre associé de l’Académie. Rivarol insistait sur la qualité principale du français, la clarté, et lui prêtait les qualités qui semblaient alors appartenir à l’esprit français : « Dégagée de tous les protocoles que la bassesse invente pour la vanité et le pouvoir, elle en est plus faite pour la conversation, lien des hommes et charme de tous les âges, et puisqu’il faut le dire, elle est de toutes les langues la seule qui ait une probité attachée à son génie. Sûre, sociale, raisonnable, ce n’est plus la langue française, c’est la langue humaine. »
L’année suivante, Rivarol fit paraître sa traduction de L’Enfer de Dante Alighieri, commencée cinq années plus tôt. Le goût de l’époque n’était pas prêt à accepter une traduction exacte de ce chef-d’œuvre du Moyen Âge. Aussi s’agit-il davantage d’une adaptation.
En 1788, il publia, en collaboration avec Champcenetz, de la Comédie-Française le Petit Almanach de nos grands hommes, satires sous forme d’éloges des écrivains à la mode. Ce livre suscita, de nouveau, de nombreuses inimitiés aux deux auteurs.
Marie-Joseph Chénier, qui y était malmené, y répliqua par une virulente satire, dont Rivarol se vengera sous la Révolution française en le surnommant « le frère d’Abel Chénier » (on insinuait alors volontiers que Marie-Joseph, personnage en vue de la Révolution française, avait contribué à envoyer son frère André à la guillotine). Il polémiqua également avec Pierre-Augustin Caron de Beaumarchais puis avec Félicité de Genlis.
Il fit paraître, en 1788, deux Lettres à M. Necker, dans lesquelles il répondait aux ouvrages de celui-ci sur l'Importance des opinions religieuses et sur La Morale. Il y professait un épicurisme élevé, soutenant la possibilité d’une morale indépendante de toute religion.
Sous la Révolution française, Rivarol s’engagea dès 1789 dans la défense de la monarchie. Il fut l’un des principaux rédacteurs du Journal politique et national de l’abbé de Castres. Un recueil de ses articles fut publié plus tard sous le titre de Mémoires. Il collabora également  avec Jean-Gabriel Peltier, Champcenetz et Mirabeau cadet aux Actes des Apôtres subsidiés par la liste civile, et attaqua avec une ironie mordante les principes et les hommes de la Révolution française, justifiant dans une certaine mesure l’enthousiasme d’Edmund Burke qui l’appelait « le Tacite de la Révolution ».
En 1791, il conseilla à Louis XVI, pour lutter contre les révolutionnaires, de prendre la tête de la Révolution en s'appuyant sur la bourgeoisie fidèle à la monarchie et en réformant la monarchie sur le modèle anglais. Pour ce faire, il fallait commencer par « perdre » le duc d’Orléans. Le roi fit décliner la proposition après l'avoir examinée, faute d'équipe pour savoir l'appliquer, lui fit-il dire.
Le 10 juin 1792, Antoine de Rivarol émigra, passant à Bruxelles, Amsterdam, La Haye, Londres, Hambourg et Berlin. De Bruxelles, il fit paraître une Lettre au duc de Brunswick et une Lettre à la noblesse française et la Vie politique et privée du général La Fayette à qui il donna le surnom de « général Morphée », rappelant son sommeil du 6 octobre 1789. Jean-Gabriel Peltier répondit à son pamphlet sur La Fayette par un article de 10 pages dans Dernier tableau de Paris.
À Hambourg, il publia en 1797 le Discours préliminaire d’un projet de dictionnaire de la langue française. À Berlin, il représenta le futur roi Louis XVIII.
Il publia encore le Dialogue entre M de Limon et un homme de goût et le Portrait du duc d’Orléans et de Mme de Genlis  en 1793. En 1797, il réfuta l’ouvrage De l’influence des passions de Germaine de Staël.

## Œuvres
- Lettre critique sur le poème des Jardins, suivie du Chou et du navet, 1782.
- Lettre à M. le Président de *** sur le globe airostatique, sur les têtes parlantes et sur l’état présent de l’opinion publique à Paris. Pour servir de suite à la Lettre sur le poème des Jardins, 1783.
- De l'universalité de la langue française, 1784.
- L’Enfer, poème du Dante, traduction nouvelle, 1785.
- Récit du portier du sieur Pierre-Augustin Caron de Beaumarchais, 1787.
- Le Petit Almanach de nos grands hommes, 1788.
- Première lettre à M. Necker, sur l’importance des opinions religieuses, 1788.
- Seconde lettre à M. Necker sur la morale, 1788.
- Le Songe d’Athalie, par M. G. R. I. M. De La R. E. Y. N., avocat au parlement, avec le chevalier de Champcenetz, 1788.
- Mémoire sur la nature et la valeur de l’argent, 1789.
- Le Petit Almanach de nos grandes femmes, accompagné de quelques prédictions pour l’année 1789, avec Louis de Champcenetz, 1789.
- Journal politique-national des États-Généraux et de la Révolution de 1789, publié par M. l’abbé Sabatier et tiré des Annales manuscrites de M. le Cte de R***, 1789.
- Adresse à MM. les impartiaux ou Les amis de la paix réunis chez monseigneur le duc de La Rochefoucault, v. 1789.
- Petit dictionnaire des grands hommes de la révolution, par un citoyen actif, ci-devant rien, avec le chevalier de Champcenetz, 1790.
- Triomphe de l’anarchie, 1790.
- Épître de Voltaire à Mlle Raucour [sic], actrice du Théâtre-français, 1790.
- Le Petit Almanach de nos grands-hommes ; pour l’année 1790, 1790.
- Réponse à la réponse de M. de Champcenetz au sujet de l’ouvrage de madame la B. de S*** sur Rousseau, v. 1790.
- Essai sur la nécessité du mal, tant physique que moral, politique et religieux, par Soame Jenyns,... traduit de l’anglais, 1791.
- De la Vie politique, de la fuite et de la capture de M. La Fayette. Morceau tiré de l’Histoire de la révolution, 1792.
- Lettre à la noblesse française, au moment de sa rentrée en France sous les ordres de M. le duc de Brunswick, généralissime des armées de l’Empereur et du Roi de Prusse, 1792.
- Le Petit Almanach des grands spectacles de Paris, 1792.
- Adresse du peuple belge, à S. M. l’Empereur, 1793.
- Histoire secrète de Coblence dans la révolution française, 1795.
- Tableau historique et politique des travaux de l’Assemblée constituante, depuis l’ouverture des États généraux jusqu’après la journée du 6 octobre 1789, 1797.
- Discours préliminaire du Nouveau dictionnaire de la langue française, 1797.
- oeuvres complètes; Paris , 1808 ,5 vol.in 8 .

## Reconnaissance
- Stendhal l'évoque dans Le Rouge et le Noir, livre second, chapitre VII « Une attaque de goutte ».
- Ernst Jünger a traduit des maximes de Rivarol en allemand qui ont fait l’objet d’une publication en 1956[10].
- L’hebdomadaire d’extrême droite Rivarol est baptisé en référence à l’œuvre anti-révolutionnaire d’Antoine de Rivarol.
- Le nom de la collection Méthodes de l'éditeur scientifique Hermann vient d'une maxime de Rivarol: "Les méthodes sont les habitudes de l'esprit et les économies de la mémoire."